# Гибсон, Талия
Талия Гибсон (англ. Talia Gibson; род. 18 июня 2004, Перт) — австралийская теннисистка. Победительница семнадцати турниров ITF (8 — в одиночном разряде).
Бывшая 39-я ракетка мира в юниорском рейтинге ITF (2021).

## Общая информация
Талия Гибсон родилась 18 июня 2004 года в городе Перт, штат Западная Австралия, в Австрали.

## Спортивная карьера
В 2022—2024 годах стала победительницей восьми турниров ITF в одиночном разряде.
И в 2022—2024 годах стала победительницей ещё девяти турниров ITF в парном разряде.

## Итоговое место в рейтинге WTA по годам
| Год  | Одиночный рейтинг | Парный рейтинг |
| 2023 | 301               | 189            |
| 2022 | 364               | 284            |
| 2021 | 1200              | —              |
| 2020 | 1076              | —              |